# 无尽游戏
《无尽游戏》是爱欧的漫画，获第5届金龙奖最佳少年漫画，秘银工作室出品。被问作者考虑过将这作品动画化吗说“其实动画也好，游戏也好，这种大规模的版权输出改编是漫画家的终极梦想。”。